# Liste der Fernstraßen in Simbabwe
Die Liste der Fernstraßen in Simbabwe verzeichnet die öffentlichen Verkehrsrouten des Straßenverkehrs in Simbabwe. Administrativ und zu deren Unterhaltung verantwortlich ist das Staatsunternehmen Zimbabwe National Road Administration.
Es gibt drei Typen von Straßen:
zum ersten die Fernstraßen beginnend mit A,
zum zweiten Primärstraßen beginnend mit N und
zum dritten Sekundärstraßen beginnend mit R.

## Fernstraßen
| Kurz | Name | Verlauf | Länge  |
| ---- | ---- | --- | ------ |
|      | A1   | Harare – Chinhoyi – Chirundu – Grenze nach Sambia weiter als T2 auch Teilstück des Trans-African Highway Nr. 9 Beira-Lobito-Highway         | 355 km |
|      | A2   | Harare – Kotwa – Grenze nach Mosambik | 245 km |
|      | A3   | Harare – Mutare – Grenze nach Mosambik auch Teilstück des Trans-African Highway Nr. 9 Beira-Lobito-Highway                                  | 265 km |
|      | A4   | Harare – Masvingo – Beitbridge | 580 km |
|      | A5   | Harare – Kwekwe – Gweru – Bulawayo | 450 km |
|      | A6   | Bulawayo – Beitbridge – Grenze nach Südafrika weiter als                                                                                    | 320 km |
|      | A7   | Bulawayo – Plumtree – Grenze nach Botswana weiter als A1 auch Teilstück des Trans-African Highway Nr. 4 Kairo-Gaborone-Kapstadt-Highway     | 110 km |
|      | A8   | Bulawayo – Victoria Falls – Grenze nach Sambia weiter als T1 auch Teilstück des Trans-African Highway Nr. 4 Kairo-Gaborone-Kapstadt-Highway | 440 km |
|      | A9   | Mbalabala – Masvingo - Mutare | 515 km |
|      | A10  | Ngunda – Melsetter Junction | 400 km |
|      | A11  | Harare – Rusambo | 235 km |
|      | A12  | Mazowe – Muzarabani | 250 km |
|      | A13  | Helensvale – Goora | 150 km |
|      | A14  | Rusape – Nyamapanda | 350 km |
|      | A15  | bei Irene – Old Mutare – Watsomba – Mutasa – bei Juliasdale                                                                                 | 80 km  |
|      | A16  | Verbindung zwischen der A9 und der A10 östlich von Birchenough Bridge                                                                       | 23 km  |
|      | A17  | Mvuma – Gweru | 80 km  |
|      | A18  | Gweru – Rutenga | 280 km |